# Плундры

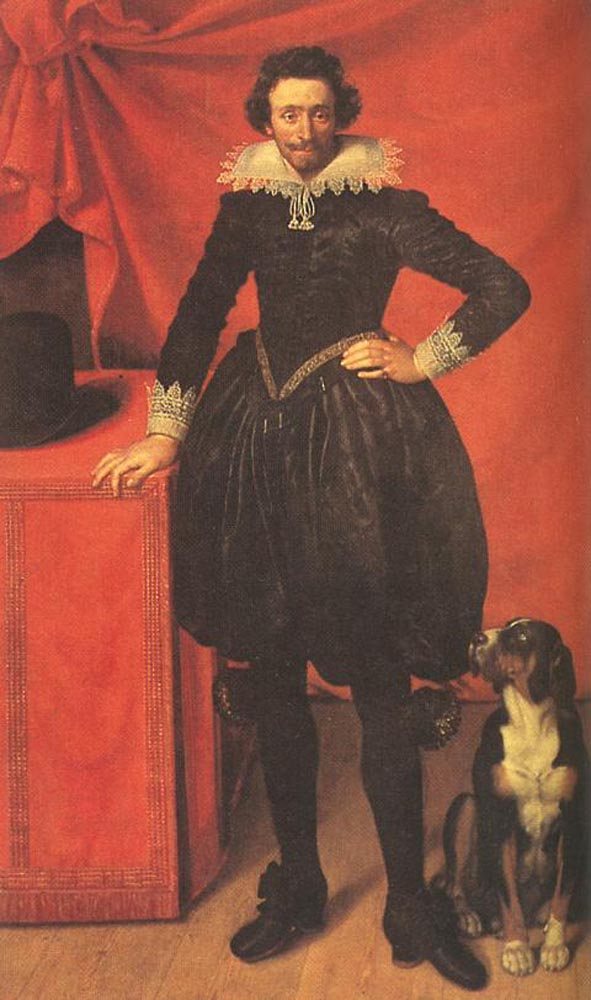
Мужчина, одетый в плундры на картине работы Ф. Пурбуса 1610 года

Плундры (нем. Pluderhosen: pludern — выступать, делать выпуклым; hosen — брюки), Шаравоны — короткие, мешковатые мужские брюки из ткани или бархата, с вертикальными прорезями, показывающими подкладку, поэтому их также называли штаны с начинкой.

## История

### Испанские штаны
Испанские штаны (исп. gregüescos «по-гречески»; англ. trunk hose) — мужские короткие шарообразные брюки на толстой подкладке, введённые в моду испанцами в XV веке. Штаны сверху шились из гладкой или узорчатой дорогой ткани, а двойную стёганую подкладку набивали ватой, конским волосом, сеном или опилками. Такие штаны обычно дополнялись также гульфиком и сковывали движения. Носились обычно представителями дворянства; третье сословие этой моды не признавало, предпочитая традиционные длинные штаны, панталоны. Мода на испанские штаны особенно в Западной Европе продержалась до XVII века. Сменились испанские штаны мешковатыми плундрами, появившимися в конце XVI века. Судя по названию (исп. gregüescos), мода была ввезена в Испанию из Греции.
Испанские штаны за свой причудливый вид высмеивались выдающими испанскими писателями того времени — Лопе де Вега, Тирсо де Молина, Франсиско де Кеведо, художниками Диего Веласкесом, Бартоломе Эстебан Мурильо, Алонсо Санчес Коэльо.

### Плундры
Плундры относятся к самым экстравагантным явлениям в истории одежды. Чем более странно они выглядели, тем проще был их покрой. Отличались они от прежних брюк величиной, кроились гораздо шире, чем нога, и собирались вокруг тела в густые сборки. Плундры расширялись до середины бедра или колена. Являлись частью дворцового или военного наряда, которые носили в Европе со второй половины XVI века, в Польше в XVII—XVIII веках назывались плудры.
Любые брюки длиной выше колена. Спортивные штаны. Длина и ширина этого вида брюк, напоминающих исторические плундры, часто менялась. Сейчас правильным считается покрой, если они спускаются ниже коленной чашечки на ширину ладони.

## Галерея

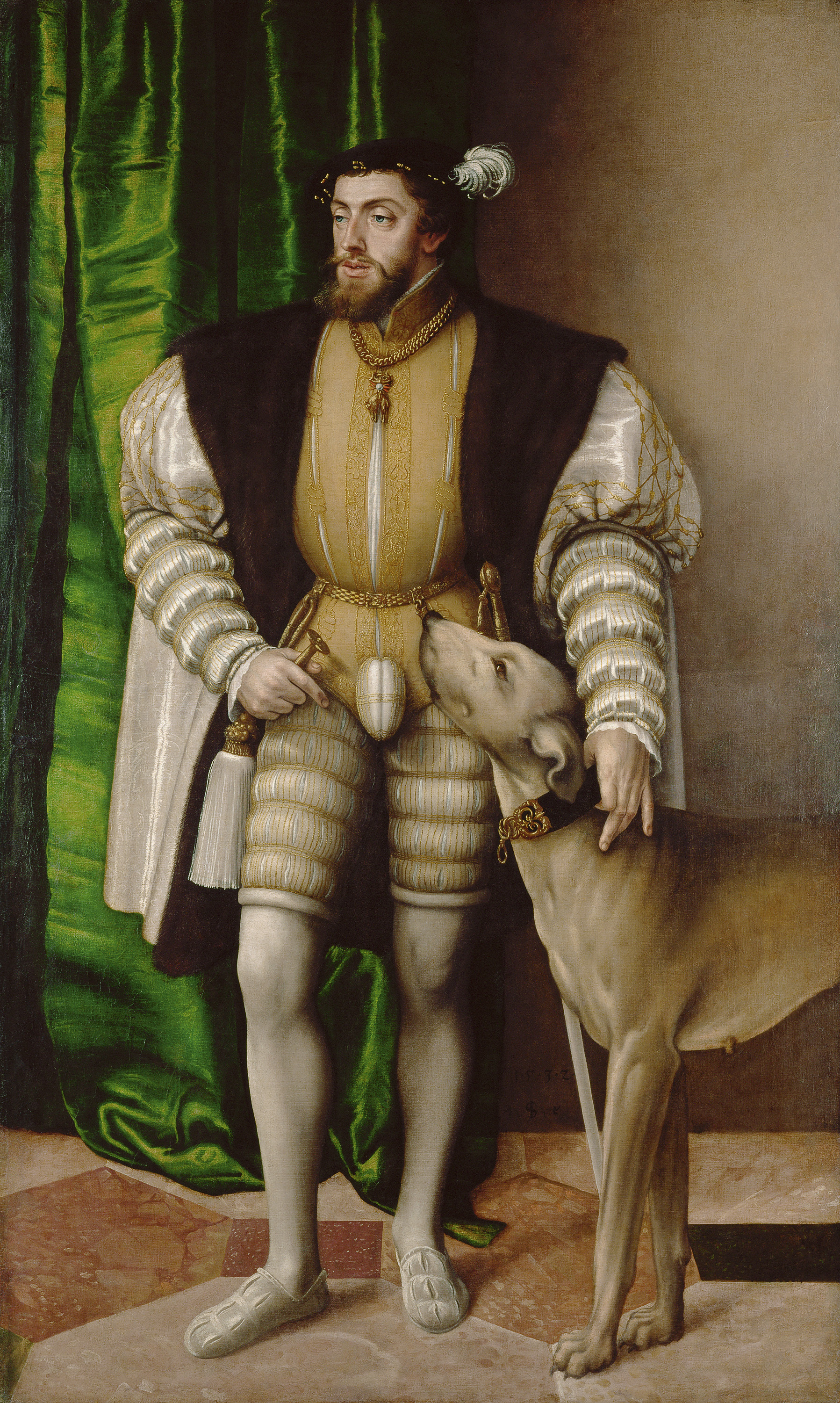
Якоб Зайзенеггер «Карл V с собакой» (1532), Музей истории искусств, Вена
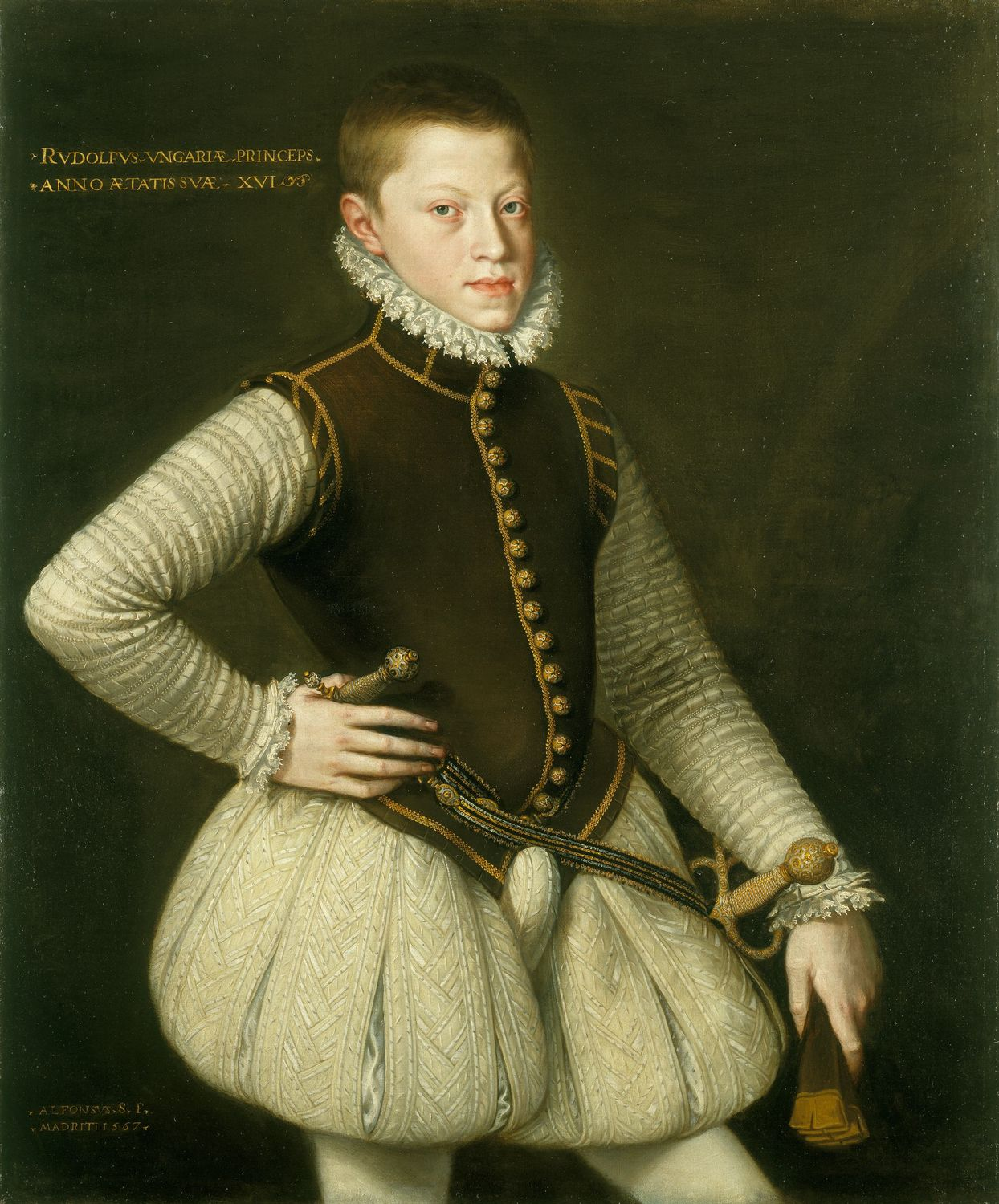
Алонсо Санчес Коэльо - портрет юного Рудольфа II, 1567
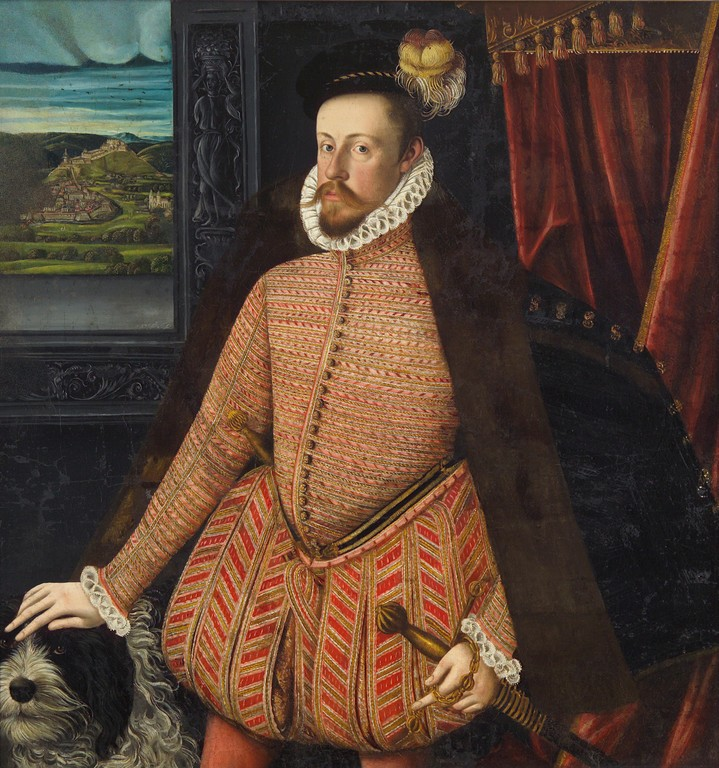
Эрцгерцог Карл II Штирийский, 1569 год. Музей истории искусств
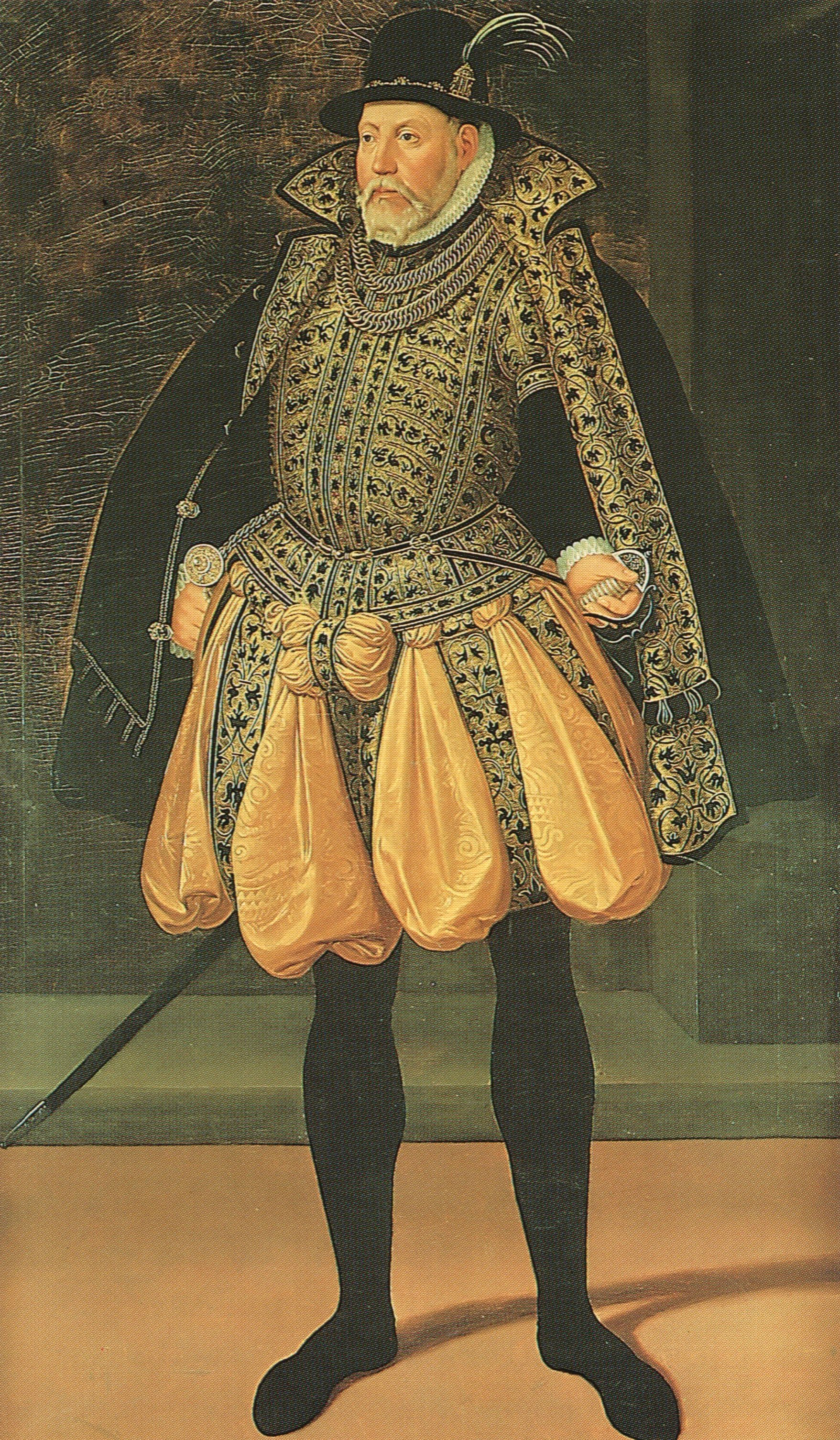
Теодор Фишер - Ульрих III Мекленбургский в плундрах, ок. 1573 год
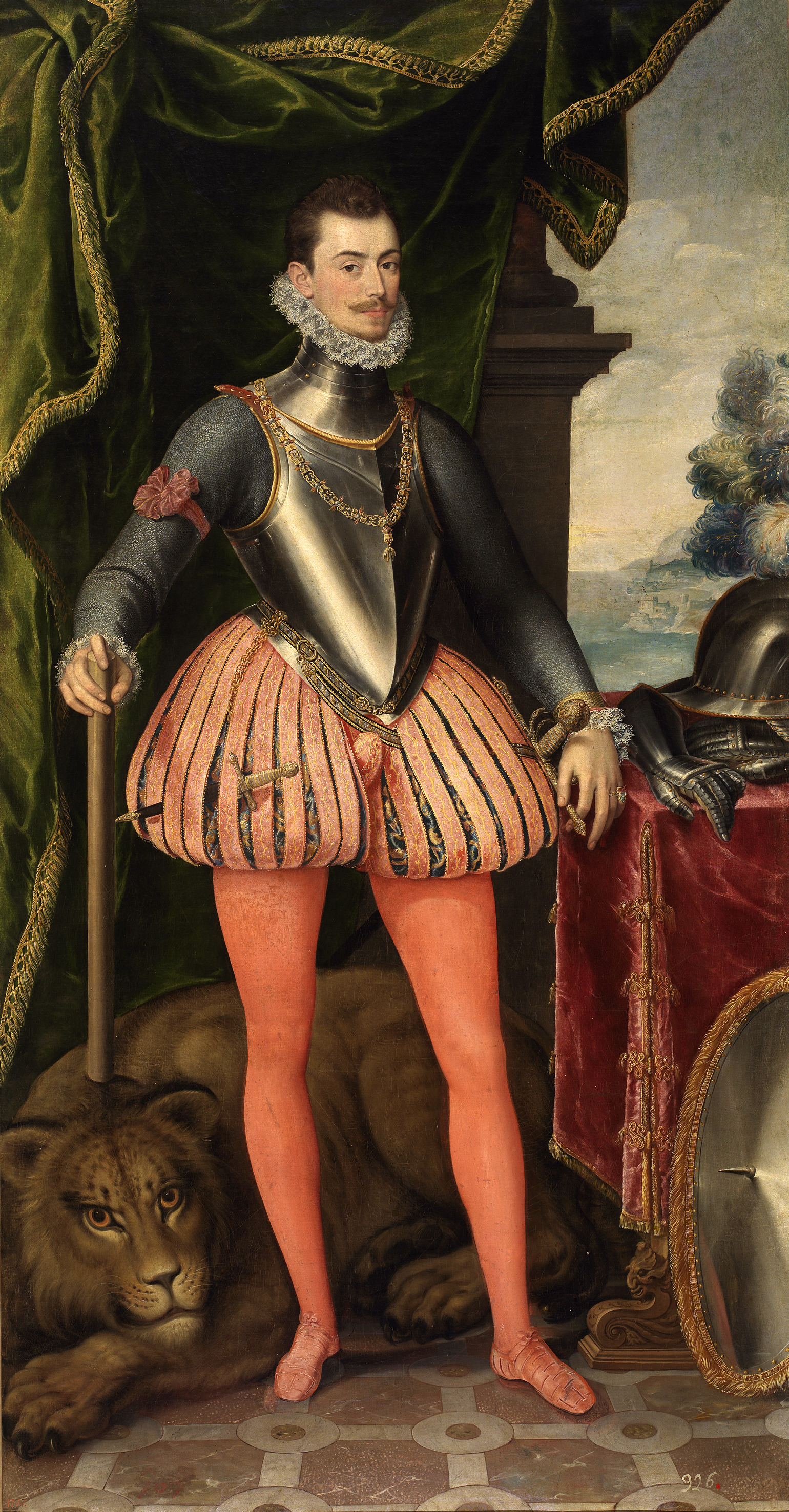
Хуан Австрийский в испанских штанах, ок. 1580 год. Портрет кисти Хуана Пантоха де ла Круса. Монастырь Эскорил
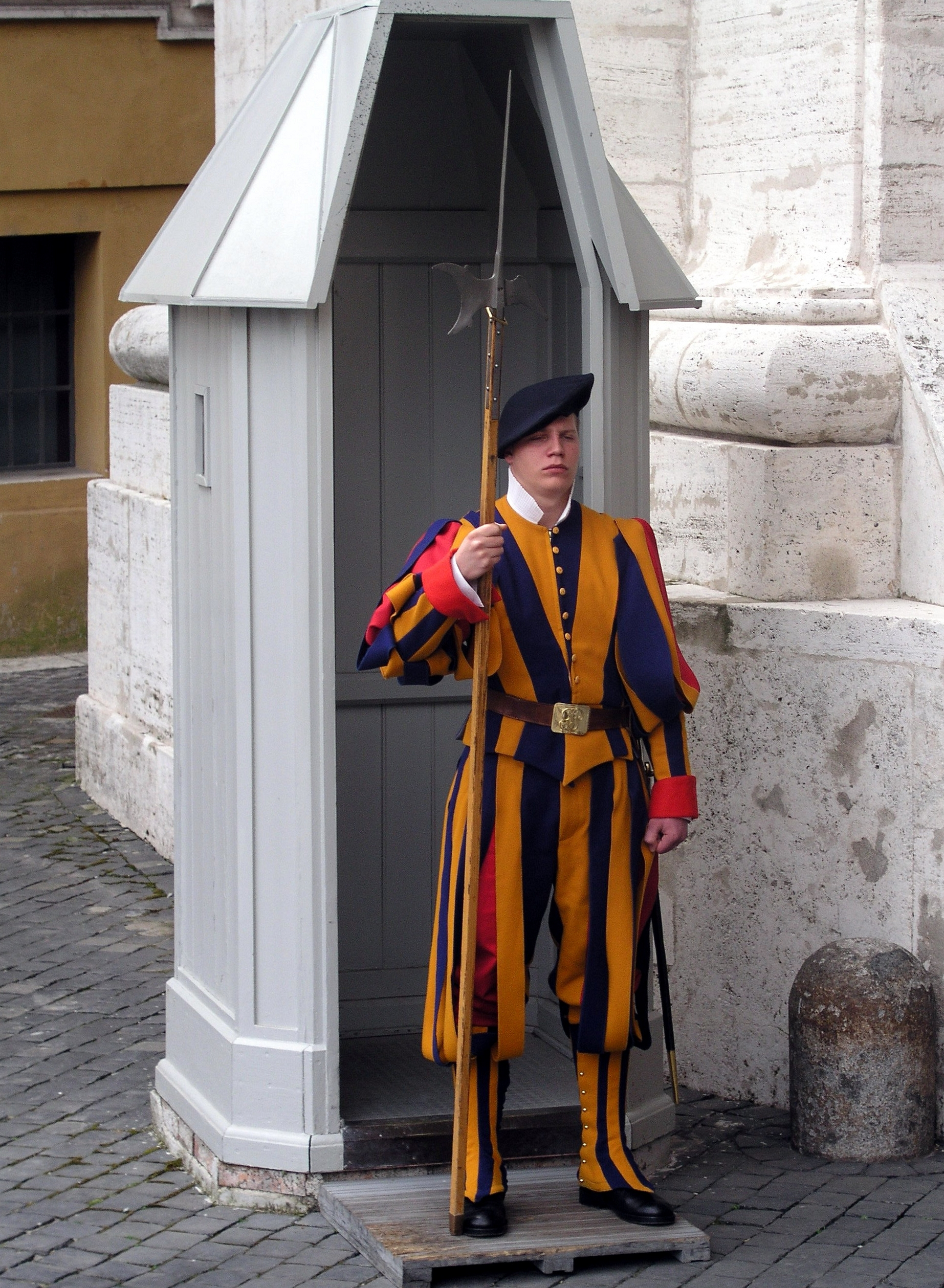
Форма швейцарских гвардейцев в Ватикане